# Dominic Fike
Dominic Fike (né le 30 décembre 1995 à Naples, en Floride), est un auteur-compositeur-interprète, multi-instrumentiste et acteur américain. Il apprend à jouer de la guitare à l'âge de dix ans et se fait connaître sur SoundCloud. Après la sortie de son premier EP, Don't Forget About Me, Demos, il signe chez Columbia Records. Son tube 3 Nights atteint le top dix dans plusieurs pays. Il collabore avec le groupe Brockhampton et la chanteuse Halsey. Son premier album, What Could Possibly Go Wrong, sort le 30 juillet 2020. L'album figure dans le top 50 de plusieurs pays, dont les États-Unis et l'Australie.
En septembre 2020, il est la tête d'affiche d'une série de concerts dans le jeu vidéo Fortnite. Quelques mois plus tard, le NME l'intègre à sa liste des nouveaux artistes essentiels de l'année 2020. Il enregistre une reprise The Kiss of Venus de Paul McCartney pour l'album de reprises McCartney III Imagined. En 2022, il fait partie du casting de la saison 2 d'Euphoria où il interprète le rôle d'Elliot, un jeune homme dépendant aux drogues. Son rôle devient emblématique aux côtés de Zendaya.

## Biographie

### Jeunesse et adolescence
Il grandit en jouant de la musique. À dix ans, il acquiert une guitare et apprend à en jouer. Il a un jeune frère, Alex, une sœur, Apollonia, un frère aîné, Sean, et il est d'origine philippine et afro-américaine,. En 2016, Fike a été accusé d'avoir agressé un officier de police. Il sera condamné avec sursis. Cependant, il finira par aller en prison car il ne respectera pas une des conditions de son sursis. En effet, il ratera un test de dépistage à la drogue.

### Don't Forget About Me, Demos(2017–2018)
Dominic Fike se fait d'abord connaître avec son producteur d'alors, Hunter Pfeiffer (dit 54) par la publication de rythmes qui conduisent à la publication de plusieurs chansons populaires sur SoundCloud. Il sort l'EP Don't Forget About Me, Demos à l'âge de 21 ans en décembre 2017, qu'il enregistre alors qu'il est assigné à résidence pour l'agression d'un policier. L'EP attire l'attention de plusieurs maisons de disques et déclenche un prix bid, il signe finalement avec Columbia Records. Il est par la suite emprisonné pour avoir violé son assignation à résidence et attire une plus grande attention en 2018 pour sa chanson 3 Nights, qui atteint un sommet dans le top dix des charts en Australie, en Irlande et au Royaume-Uni.
3 Nights sort en single qu'on compare, du fait de sa guitare acoustique, à la musique de Jack Johnson. Il est diffusé sur plusieurs stations de radio et listes de lecture Spotify et reçoit des critiques favorables de la part de médias tels que Rolling Stone, Pitchfork et Billboard,.

### What Could Possibly Go Wrong(depuis 2019)
En janvier 2019, Dominic Fike révèle travailler sur un nouvel album. Le 4 avril 2019, Brockhampton met en ligne une vidéo sur YouTube intitulée This is Dominic Fike et plusieurs collaborations avec Kevin Abstract de Brockhampton sont publiées, atteignant plus de 4 millions de vues.
Le 7 juin 2019 sont diffusés deux singles, Açaí Bowl et Rollerblades qui suivent le 4 juillet 2019 par Phone Numbers produit par Kenny Beats. Le clip de cette chanson est publié le 15 octobre 2019. Il annonce le 9 juillet 2019 une tournée intitulée Rain or Shine dont l'étape nord-américaine débute le 31 août à Philadelphie et se termine le 3 octobre à Los Angeles. En septembre 2019, il a annonce une   collaboration avec Marc Jacobs et interprète une chanson inédite, Chicken Tenders, lors d'un concert à Chicago.
Dominic Fike participe à la piste Dominic's Interlude du troisième album de Halsey, Manic, sorti le 17 janvier 2020. Le 26 juin 2020, Chicken Tenders, le premier single de son premier album sort officiellement. Le 9 juillet, sort le deuxième single Politics and Violence et Dominic Fike annonce que son premier album What Could Possibly Go Wrong sortira quant à lui le 31 juillet. Le 7 août 2020, Dominic Fike fait l'objet du deuxième épisode du New York Times Presents. En septembre 2020 il devient la tête d'affiche de la série de concerts Fortnite. En mars 2021, il collabore avec Paul McCartney en reprenant le titre The Kiss of Venus sur l'album McCartney III: Imagined et il participe à la chanson Die for You de Justin Bieber sur son sixième album studio Justice.
En 2021, il commence sa carrière d’acteur en rejoignant le casting de la saison 2 d’Euphoria, diffusé sur HBO. Il interprète le rôle d’Eliott, un jeune musicien pratiquant un usage régulier de la drogue. Le premier épisode est diffusé le 9 janvier 2022.

## Vie personnelle
Entre décembre 2021 et juillet 2023, il est en couple avec l'actrice Hunter Schafer, qu'il a rencontrée sur le tournage de la série télévisée Euphoria.
En 2025, lors de son passage à Lollapalooza, il fait monter sur scène son fils prénommé Rocket. Sa mère est l'actrice Selena Sloan[source secondaire nécessaire].

## Discographie

### Albums studio
| Titre                        | Détails | Classements | Classements | Classements |
| Titre                        | Détails | US          | AUS         | NZ          |
| ---------------------------- | --- | ----------- | ----------- | ----------- |
| What Could Possibly Go Wrong | - Sortie : 31 juillet 2020 - Label : Colombia - Formats : CD, LP, cassette, téléchargement numérique, streaming | 41          | 34          | 28          |
| Sunburn                      | - Sortie : 7 juillet 2023 - Label : Columbia - Formats : CD, LP, Cassette, téléchargement numérique, streaming  |             |             |             |

### EP
| Titre                        | Des détails                                                                                                 |
| ---------------------------- | --- |
| Don't Forget About Me, Demos | - Sortie : 16 octobre 2018 - Label : Columbia - Formats : Téléchargement numérique, streaming, EP 12 pouces |
| 14 Minutes                   | - Sortie : 23 avril 2024 - Formats: Vidéo sur YouTube, streaming sur Spotify et Apple Music                 |

### Singles
| Titre                                                                                        | Année | Meilleure position | Meilleure position | Meilleure position | Meilleure position | Meilleure position | Meilleure position | Meilleure position | Meilleure position | Certifications                                                             | Album                        |
| Titre                                                                                        | Année | US Bub.            | US Alt. ,          | AUS                | BEL (FL) Tip       | CAN Rock           | IRL                | NZ                 | UK                 | Certifications                                                             | Album                        |
| -------------------------------------------------------------------------------------------- | ----- | ------------------ | ------------------ | ------------------ | ------------------ | ------------------ | ------------------ | ------------------ | ------------------ | -------------------------------------------------------------------------- | ---------------------------- |
| 3 Nights                                                                                     | 2018  | 21                 | 1                  | 3                  | 4                  | 10                 | 2                  | 6                  | 3                  | - ARIA : 5 × Platine - BPI : 2 × Platine - RMNZ : Platine - RIAA : Platine | Don't Forget About Me, Demos |
| Açaí Bowl                                                                                    | 2019  | —                  | —                  | —                  | —                  | —                  | —                  | —                  | —                  | Singles inédits                                                            |                              |
| Rollerblades                                                                                 | 2019  | —                  | —                  | —                  | —                  | —                  | —                  | —                  | —                  | Singles inédits                                                            |                              |
| Phone Numbers (avec Kenny Beats)                                                             | 2019  | —                  | —                  | —                  | 38                 | —                  | —                  | —                  | —                  | Singles inédits                                                            | - ARIA : Or                  |
| Hit Me Up (avec Omar Apollo & Kenny Beats)                                                   | 2019  | —                  | —                  | —                  | —                  | —                  | —                  | —                  | —                  | Singles inédits                                                            |                              |
| Chicken Tenders                                                                              | 2020  | —                  | 34                 | —                  | —                  | —                  | —                  | —                  | —                  |                                                                            | What Could Possibly Go Wrong |
| Politics and Violence                                                                        | 2020  | —                  | —                  | —                  | —                  | —                  | —                  | —                  | —                  |                                                                            | What Could Possibly Go Wrong |
| The Kiss of Venus (avec Paul McCartney)                                                      | 2021  | —                  | —                  | —                  | —                  | —                  | —                  | —                  | —                  |                                                                            | McCartney III Imagined       |
| « — » désigne un single qui n'a pas été classé ou qui n'a pas été diffusé sur ce territoire. |       |                    |                    |                    |                    |                    |                    |                    |                    |                                                                            |                              |

## Filmographie

### Télévision
- 2022 : Euphoria de Sam Levinson (série télévisée), saison 2 : Elliot

### Cinéma
- 2023 : Earth Mama de Savanah Leaf : Miles
- 2024 : Little Death de Jack Begert : AJ